# Pokój z widokiem (powieść)
Pokój z widokiem (ang. A Room with a View) – powieść społeczno-obyczajowa z 1908 brytyjskiego autora E.M. Forstera. 
Powieść w Polsce wydała po raz pierwszy Oficyna Wydawnicza Comfort w 1992 w tłumaczeniu Agnieszki Majchrzak. Potem książka była kilkakrotnie wznawiana przez różne wydawnictwa w przekładzie Haliny Najder.
W 1998 wydawnictwo Modern Library umieściło powieść na 79. miejscu na liście 100 najlepszych powieści anglojęzycznych XX wieku. 
Forster pracował nad powieścią od 1902, podczas pobytu we Włoszech, nazywając ją „powieścią Lucy”. W kolejnych latach odłożył pisanie, pracując nad innymi projektami.

## Treść
Epoka wiktoriańska. Młoda Angielka, Lucy Honeychurch, spędza wakacje we Włoszech w towarzystwie przyzwoitki, starszej krewnej, Charlotte Bartlett. We florenckim pensjonacie panie poznają swych rodaków – ekscentrycznego pana Emersona i jego syna, George'a. Nowi znajomi sprawiają, że dziewczyna zaczyna powątpiewać w słuszność wpajanych jej od urodzenia konwenansów towarzyskich. Tym bardziej, że młodzieńcowi udaje się skraść jej pocałunek. Po powrocie do Anglii przyjmuje jednak oświadczyny Cecila Vyse'a, typowego produktu swoich czasów, nieczułego i zarozumiałego dżentelmena. Nieoczekiwanie w okolicy zamieszkują panowie Emerson i Lucy zaczyna przeżywać rozterki duchowe. Ostatecznie stłumione uczucie do George’a zwycięża. Lucy zrywa zaręczyny i wychodzi za młodego Emersona.

## Adaptacje
W 1986 grupa producencka Merchant Ivory Productions zekranizowała powieść w reżyserii Jamesa Ivory’ego w gwiazdorskiej obsadzie, w rolach głównych wystąpili: Maggie Smith, Helena Bonham Carter, Denholm Elliott, Julian Sands, Simon Callow, Judi Dench i Daniel Day-Lewis. Film zdobył wiele nagród, w tym Oscary za najlepszy scenariusz, adaptację utworu literackiego i kostiumy; BAFTA za najlepszy film, kostiumy i role kobiece dla Maggie Smith i Judi Dench oraz Złoty Glob dla Maggie Smith. 
W 2007 stacja ITV nadała film telewizyjny w adaptacji Andrew Daviesa i reżyserii Nicholasa Rentona. Wystąpili w nim m.in.: ojciec i syn Timothy Spall i Rafe Spall, Elaine Cassidy, Sophie Thompson, Laurence Fox, Sinéad Cusack, Timothy West i Mark Williams. 